# ホクトスルタン
ホクトスルタンは日本の競走馬。おもな勝ち鞍は2008年の目黒記念。馬名の由来は「北斗+君主」。

## 誕生
ダイイチ牧場のオーナーであった辻本春雄は2003年、「自分の所有する牝馬とメジロマックイーンを交配させたところ芦毛の走る馬が生まれて大きなレースを勝った」という内容の夢を見た。それを耳にした場長の川上隆がダイイチアピールとメジロマックイーンを交配させて誕生したのが本馬である。

## 戦績

### 2・3歳時
2006年9月のデビューから4戦目で勝ち上がり、500万下を8戦目で勝ち上がる。
そして、ダービートライアルの青葉賞 (JpnII) に挑戦するも12着に終わった。
その後、福島市制施行100周年記念（3歳上1000万下）をクランエンブレムの2着に惜敗した後、それまでの加藤和宏厩舎（美浦）から庄野靖志厩舎（栗東）に転厩した。転厩初戦として出世レースといわれている阿寒湖特別（3歳上1000万下）に出走して勝利し、2戦で1000万下を勝ち上がった。
秋には神戸新聞杯に出走し、2番手追走から早め先頭に立ち4着に粘る。
次走の菊花賞では逃げの手を打ち、直線で粘ったものの、最後は後続に捕まりアサクサキングスからコンマ6秒差の6着に終わった。

### 4歳
古馬初戦は3月16日のサンシャインステークス（4歳上1600万下）であった。これをあっさりと逃げ切り、6馬身差の圧勝をおさめる。次走にはメジロアサマから続く天皇賞父子4代制覇のかかる、天皇賞（春）を選択。血統背景から話題を集め、オープンレースの勝ち鞍が無いにもかかわらず、6番人気に推された。レースでも逃げ粘ったものの、アドマイヤジュピタの4着に敗れた。
続く目黒記念 (JpnII) では好スタートを切り、競りかける馬も無かったため、最後まで先頭を譲らず逃げ切り勝ちを収めた。本馬の重賞初制覇であり、またメジロマックイーン産駒の牡馬による重賞初制覇ともなった。
夏は休養にあて、秋の復帰を目指して放牧に出されていたが、疲れが取れず年内の帰厩は断念された。

### 5歳
2月5日に放牧先から帰厩し、3月28日の日経賞で復帰。中間10本の調教で乗り込まれたが放牧中に緩んだ体を十分に立て直すまでに至らず休み明けながら前走比-8kgの馬体減、鞍上乗替りの藤田伸二騎手で果敢に逃げの戦法を取るも、やはり本調子ではなく10着に敗れた。続く5月3日の天皇賞・春では小牧太騎手に乗り替って出走。道中は2番手から競馬を進め、3コーナー付近で一旦先頭に立つも直線で失速、15着という結果に終わった。その後、連覇を懸けて挑んだ5月31日の目黒記念に2番人気で出走。レースでは2番手で進み、最後の直線で一旦先頭に立つも失速し9着に敗れた。その後、休養を挟んで9月6日の札幌日経オープンに1番人気で出走。スタートからハナを奪って逃げるも最後の直線で後続馬に捕らえられ4着に敗れた。続く10月17日のアイルランドトロフィーでは2番手追走も直線で後退し8着に終わった。

### 6歳
2月20日の京都記念から始動。いつも通りの逃げで他馬を引っ張る展開になったが、直線でブエナビスタに捕らえられるものの4着に入った。続く阪神大賞典でも軽快に逃げるも最後の直線で後続馬に捕らえられ5着に敗れた。その後、天皇賞（春）に出走登録を行っていたが除外され、5月9日の都大路ステークスに出走。レースでは終始2番手で進めたが、逃げるシルポートを捉えることができず3着に敗れた。一息入れて8月7日のみなみ北海道ステークスでは果敢に逃げたが最後の直線で中団から脚を伸ばしてきたトウカイメロディにかわされ2着に敗れた。続く9月5日の札幌日経オープンでも前走同様のレース内容でまたしても2着に敗れた。

### 7歳
2011年7月31日の小倉記念で復帰。道中は1000m通過57秒1のハイペースで他馬を引っ張る展開になったが直線で失速して17着という結果に終わった。続く9月10日の朝日チャレンジカップではスタートからハナを奪って逃げるも失速し9着、アイルランドトロフィーでは2番手追走も8着に敗れた。パラダイスステークスでは14着と殿負けに終わった。ディセンバーステークスではいつも通りの逃げで他馬を引っ張ったが失速し14着に敗れた。

### 8歳
2012年5月5日の障害未勝利戦に1番人気で出走、先行するも直線で失速し8着に敗れた。7月14日の障害未勝利戦は先行して3着に粘る。8月4日の障害未勝利戦は先行するもいっぱいになり5着。10月7日の障害未勝利戦は逃げるも左第１指関節脱臼を発症し10着。予後不良となった。

## 競走成績
| 年月日 | 年月日 | 年月日 | 競馬場 | 競走名              | 格       | 頭数 | オッズ （人気） | オッズ （人気） | 着順 | 騎手     | 斤量 | 距離（馬場）  | タイム （上り3F） | タイム 差 | 勝ち馬/（2着馬）       |
| 2006   | 9.     | 17     | 中山   | 2歳新馬             |          | 12   | 22.3            | （7人）         | 2着  | 柴田善臣 | 54   | 芝1600m（良） | 1:36.7 (36.0)     | 0.0       | スガノキング           |
|        | 10.    | 7      | 東京   | 2歳未勝利           |          | 12   |                 |                 |      | 柴田善臣 | 55   | 芝1800m（重） | 出走取消          |           | サンアイブライト       |
|        | 10.    | 22     | 東京   | 2歳未勝利           |          | 11   | 6.4             | （3人）         | 2着  | 柴田善臣 | 55   | 芝1600m（良） | 1:36.3 (35.9)     | 0.3       | シーディドアラバイ     |
|        | 11.    | 12     | 東京   | 2歳未勝利           |          | 14   | 2.9             | （2人）         | 1着  | 横山典弘 | 55   | 芝2000m（稍） | 2:02.3 (36.1)     | -0.1      | （デスティニーローグ） |
| 2007   | 1.     | 28     | 東京   | ゆりかもめ賞        | 500万下  | 8    | 6.9             | （4人）         | 8着  | 横山典弘 | 56   | 芝2400m（良） | 2:28.0 (36.2)     | 0.9       | マイネルヘンリー       |
|        | 2.     | 10     | 東京   | セントポーリア賞    | 500万下  | 12   | 10.0            | （4人）         | 2着  | 四位洋文 | 56   | 芝2000m（良） | 2:01.1 (34.6)     | 0.2       | エーシンピーシー       |
|        | 3.     | 10     | 中山   | 3歳500万下          |          | 13   | 4.1             | （3人）         | 10着 | 内田博幸 | 56   | 芝2000m（良） | 2:03.8 (37.1)     | 2.1       | エフティイカロス       |
|        | 4.     | 1      | 福島   | ひめさゆり賞        | 500万下  | 10   | 8.3             | （4人）         | 1着  | 菊沢隆徳 | 56   | 芝2000m（良） | 2:00.6 (36.7)     | -1.0      | （クリムゾンベガ）     |
|        | 4.     | 28     | 東京   | 青葉賞              | JpnII    | 18   | 16.3            | （7人）         | 12着 | 菊沢隆徳 | 56   | 芝2400m（良） | 2:27.8 (37.0)     | 1.5       | ヒラボクロイヤル       |
|        | 6.     | 16     | 福島   | 福島市制100周年記念 | 1000万下 | 11   | 5.4             | （4人）         | 2着  | 中舘英二 | 54   | 芝1800m（良） | 1:46.2 (34.9)     | 0.2       | クランエンブレム       |
|        | 8.     | 25     | 札幌   | 阿寒湖特別          | 1000万下 | 14   | 3.4             | （2人）         | 1着  | 横山典弘 | 54   | 芝2600m（良） | 2:42.3 (35.2)     | -0.3      | （レーザーズエッジ）   |
|        | 9.     | 23     | 阪神   | 神戸新聞杯          | JpnII    | 15   | 14.4            | （4人）         | 4着  | 横山典弘 | 56   | 芝2400m（良） | 2:25.3 (36.0)     | 0.6       | ドリームジャーニー     |
|        | 10.    | 21     | 京都   | 菊花賞              | JpnI     | 18   | 12.7            | （7人）         | 6着  | 横山典弘 | 57   | 芝3000m（良） | 3:05.7 (36.8)     | 0.6       | アサクサキングス       |
| 2008   | 3.     | 16     | 中山   | サンシャインS       | 1600万下 | 16   | 3.0             | （1人）         | 1着  | 横山典弘 | 57   | 芝2500m（良） | 2:33.1 (36.5)     | -1.0      | （スズノオオゴン）     |
|        | 5.     | 4      | 京都   | 天皇賞（春）        | GI       | 14   | 10.8            | （6人）         | 4着  | 横山典弘 | 58   | 芝3200m（良） | 3:15.6 (35.8)     | 0.5       | アドマイヤジュピタ     |
|        | 6.     | 1      | 東京   | 目黒記念            | JpnII    | 18   | 4.9             | （3人）         | 1着  | 横山典弘 | 56   | 芝2500m（良） | 2:31.9 (36.3)     | -0.1      | （アルナスライン）     |
| 2009   | 3.     | 28     | 中山   | 日経賞              | GII      | 14   | 10.6            | （5人）         | 10着 | 藤田伸二 | 58   | 芝2500m（良） | 2:33.0 (37.1)     | 1.8       | アルナスライン         |
|        | 5.     | 3      | 京都   | 天皇賞（春）        | GI       | 18   | 24.7            | （8人）         | 15着 | 小牧太   | 58   | 芝3200m（良） | 3:17.3 (38.0)     | 2.9       | マイネルキッツ         |
|        | 5.     | 31     | 東京   | 目黒記念            | GII      | 18   | 6.1             | （2人）         | 9着  | 横山典弘 | 57   | 芝2500m（不） | 2:41.9 (41.3)     | 2.9       | ミヤビランベリ         |
|        | 9.     | 6      | 札幌   | 札幌日経OP          | OP       | 14   | 3.8             | （1人）         | 4着  | 横山典弘 | 56   | 芝2600m（良） | 2:41.0 (36.4)     | 0.3       | エアジパング           |
|        | 10.    | 17     | 東京   | アイルランドT       | OP       | 15   | 3.8             | （2人）         | 8着  | 横山典弘 | 56   | 芝2000m（良） | 1:59.0 (35.7)     | 0.8       | マイネルスターリー     |
| 2010   | 2.     | 20     | 京都   | 京都記念            | GII      | 13   | 37.6            | （6人）         | 4着  | 川田将雅 | 57   | 芝2200m（良） | 2:14.8 (34.8)     | 0.4       | ブエナビスタ           |
|        | 3.     | 21     | 阪神   | 阪神大賞典          | GII      | 14   | 5.4             | （3人）         | 5着  | 武豊     | 57   | 芝3000m（良） | 3:07.7 (37.8)     | 0.4       | トウカイトリック       |
|        | 5.     | 9      | 京都   | 都大路S             | OP       | 14   | 4.6             | （2人）         | 3着  | 藤田伸二 | 56   | 芝1800m（良） | 1:45.6 (35.2)     | 0.8       | シルポート             |
|        | 8.     | 7      | 函館   | みなみ北海道S       | OP       | 15   | 4.6             | （3人）         | 2着  | 藤岡佑介 | 57   | 芝2600m（良） | 2:40.6 (36.9)     | 0.5       | トウカイメロディ       |
|        | 9.     | 5      | 札幌   | 札幌日経OP          | OP       | 12   | 3.5             | （2人）         | 2着  | 藤岡佑介 | 56   | 芝2600m（良） | 2:41.0 (36.3)     | 0.3       | トウカイメロディ       |
| 2011   | 7.     | 31     | 小倉   | 小倉記念            | GIII     | 18   | 18.0            | （9人）         | 17着 | 川田将雅 | 57   | 芝2000m（良） | 2:00.0 (39.1)     | 2.7       | イタリアンレッド       |
|        | 9.     | 10     | 阪神   | 朝日CC              | GIII     | 9    | 21.6            | （8人）         | 9着  | 川田将雅 | 56   | 芝2000m（良） | 2:01.6 (36.9)     | 2.0       | ミッキードリーム       |
|        | 10.    | 15     | 東京   | アイルランドT       | OP       | 11   | 37.9            | （8人）         | 8着  | 柴田善臣 | 56   | 芝2000m（稍） | 2:01.7 (36.9)     | 1.1       | トーセンレーヴ         |
|        | 11.    | 12     | 東京   | パラダイスS         | OP       | 14   | 78.8            | （13人）        | 14着 | 柴田善臣 | 56   | 芝1400m（良） | 1:23.5 (34.7)     | 1.5       | トライアンフマーチ     |
|        | 12.    | 17     | 中山   | ディセンバーS       | OP       | 16   | 94.5            | （11人）        | 14着 | 柴田大知 | 56   | 芝1800m（良） | 1:48.4 (37.4)     | 1.4       | ナカヤマナイト         |
| 2012   | 5.     | 5      | 東京   | 障害4歳上未勝利     |          | 14   | 3.3             | （1人）         | 8着  | 山本康志 | 60   | 障3000m（重） | 3:37.4 (14.5)     | 8.4       | クリスマドンナ         |
|        | 7.     | 14     | 新潟   | 障害3歳上未勝利     |          | 14   | 4.9             | （3人）         | 3着  | 柴田大知 | 60   | 障2850m（良） | 3:06.0 (13.1)     | 0.5       | ディアブラスト         |
|        | 8.     | 4      | 新潟   | 障害3歳上未勝利     |          | 14   | 3.3             | （2人）         | 5着  | 柴田大知 | 60   | 障2850m（良） | 3:08.0 (13.2)     | 1.7       | ドラゴンハンター       |
|        | 10.    | 7      | 京都   | 障害3歳上未勝利     |          | 14   | 3.5             | （2人）         | 10着 | 西谷誠   | 60   | 障2910m（良） | 3:23.4 (14.0)     | 5.0       | ミヤコデラックス       |

## エピソード
- 上記の通り、ホクトスルタンにはメジロアサマ－メジロティターン－メジロマックイーンに続き、親子四代天皇賞制覇という偉業が掛けられていた。
- 2008年3月16日のサンシャインステークスを制した日は、父のメジロマックイーンが菊花賞を制していたときに騎乗していた騎手の内田浩一が騎手として最後の騎乗日でもあった。さらにサンシャインステークスの次レースである第11レースの中山牝馬ステークス (GIII) も同じくメジロマックイーンを父にもつヤマニンメルベイユが制した。

## 血統表
| ホクトスルタンの血統            | ホクトスルタンの血統                                 | ホクトスルタンの血統     | （血統表の出典）         | （血統表の出典）  |
| 父系                            | パーソロン系                                         | パーソロン系             | パーソロン系             | [ § 2 ]           |
| 父 メジロマックイーン 1987 芦毛 | 父の父メジロティターン 1978 芦毛                     | メジロアサマ             | *パーソロン              | *パーソロン       |
| 父 メジロマックイーン 1987 芦毛 | 父の父メジロティターン 1978 芦毛                     | メジロアサマ             | *スヰート                |                   |
| 父 メジロマックイーン 1987 芦毛 | 父の父メジロティターン 1978 芦毛                     | *シェリル Sheryl         | *スノッブ                | *スノッブ         |
| 父 メジロマックイーン 1987 芦毛 | 父の父メジロティターン 1978 芦毛                     | *シェリル Sheryl         | Chanel                   |                   |
| 父 メジロマックイーン 1987 芦毛 | 父の母メジロオーロラ 1978 栗毛                       | *リマンド Remand         | Alcide                   | Alcide            |
| 父 メジロマックイーン 1987 芦毛 | 父の母メジロオーロラ 1978 栗毛                       | *リマンド Remand         | Admonish                 |                   |
| 父 メジロマックイーン 1987 芦毛 | 父の母メジロオーロラ 1978 栗毛                       | メジロアイリス           | *ヒンドスタン            | *ヒンドスタン     |
| 父 メジロマックイーン 1987 芦毛 | 父の母メジロオーロラ 1978 栗毛                       | メジロアイリス           | アサマユリ               |                   |
| 母 ダイイチアピール 1996 鹿毛   | 母の父*サンデーサイレンス Sunday Silence 1986 青鹿毛 | Halo                     | Hail to Reason           | Hail to Reason    |
| 母 ダイイチアピール 1996 鹿毛   | 母の父*サンデーサイレンス Sunday Silence 1986 青鹿毛 | Halo                     | Cosmah                   |                   |
| 母 ダイイチアピール 1996 鹿毛   | 母の父*サンデーサイレンス Sunday Silence 1986 青鹿毛 | Wishing Well             | Understanding            | Understanding     |
| 母 ダイイチアピール 1996 鹿毛   | 母の父*サンデーサイレンス Sunday Silence 1986 青鹿毛 | Wishing Well             | Mountain Flower          |                   |
| 母 ダイイチアピール 1996 鹿毛   | 母の母ダイイチリカー 1990 黒鹿毛                     | *リアルシャダイ          | Roberto                  | Roberto           |
| 母 ダイイチアピール 1996 鹿毛   | 母の母ダイイチリカー 1990 黒鹿毛                     | *リアルシャダイ          | Desert Vixen             |                   |
| 母 ダイイチアピール 1996 鹿毛   | 母の母ダイイチリカー 1990 黒鹿毛                     | ダイナフェアリー         | *ノーザンテースト        | *ノーザンテースト |
| 母 ダイイチアピール 1996 鹿毛   | 母の母ダイイチリカー 1990 黒鹿毛                     | ダイナフェアリー         | ファンシーダイナ         |                   |
| 母系(F-No.)                     | 9号族(FN:9-f)                                        | 9号族(FN:9-f)            | 9号族(FN:9-f)            | [ § 3 ]           |
| 5代内の近親交配                 | Hail to Reason 4×5=9.38%                             | Hail to Reason 4×5=9.38% | Hail to Reason 4×5=9.38% | [ § 4 ]           |
| 出典                            | 1. 2. 3. 4.                                          | 1. 2. 3. 4.              | 1. 2. 3. 4.              | 1. 2. 3. 4.       |

- 半弟にシンザン記念を制したドリームシグナル、おじに若葉ステークス勝ちがあるダイイチダンヒルがいる。